# Dinochloa palawanensis
Dinochloa palawanensis là một loài thực vật có hoa trong họ Hòa thảo. Loài này được (Gamble) S.Dransf. mô tả khoa học đầu tiên năm 1996.